# Саваль, Манолита
Хуана Мария Саваль Бальестер, более известная как Манолита Саваль (исп. Juana María Saval Ballester, mas conocido como Manolita Saval) (5 февраля 1914, Париж, Франция — 23 августа 2001, Мехико, Мексика) — мексиканская актриса театра и кино испанского происхождения, актриса «Золотого века мексиканского кинематографа».

## Биография
Родилась 5 февраля 1914 года в семье испанцев. Дядя Висенте Бальестер Апарисио был певцом-баритоном. Вскоре после рождения, с семьёй переехала в Валенсию (Испания). Будущая актриса решила пойти по стопам своего родного дяди и окончила музыкальную консерваторию по профессии пианистка, а также изучала игру на аккордеоне и гитаре, занималась вокалом, драматическим театром и танцами. В испанском театре дебютировала в 1930-х годах в Музыкальном театре Валенсии, где принимала участие в опере Марина, после чего поехала с этой оперой на гастроли по всем странам Латинской Америки. Находясь на гастролях в Аргентине, она познакомилась с мексиканским актёром и тенором Хосе Мохика, который пригласил её в Мексику и предложил сняться вместе с ним в фильме Капитан-авантюрист — так они оба дебютировали в мексиканском кинематографе и тут же получили свои первые главные роли. Актриса получила роль Кармины и с тех пор снялась в 32 работах в кино и телесериалах. После оглушительного успеха фильма, актриса решила остаться в Мексике на постоянной основе и её стали приглашать в самые лучшие фильмы «Золотого века мексиканского кинематографа». Начиная с 1950-х годов её кинокарьера резко пошла на убыль по причине того, что актриса вышла замуж за Мануэля Руиса, испанца, проживающего в Мексике и родила единственного сына, Мануэля Саваля — будущего мексиканского актёра и решила посвятить себя своему супругу и единственному сыну. До 1992 года актриса время от времени появлялась в фильмах и телесериалах. Последней работой актрисы являлся телесериал Дедушка и я, где актриса сыграла роль Каталины «Каты».
Скончалась 23 августа 2001 года в Мехико на руках у своего сына Мануэля Саваля и его супруги от тромбоза, который привёл к остановке сердца. Похоронена на мексиканском кладбище Пантеон. Её родной сын Мануэль Саваль пережил свою маму на 8 лет, он скончался 23 июня 2009 года от рака гортани.

## Фильмография

### Телесериалы
- 1960 — Клаудия
- 1961 — Разведённые
- 1967 — 
  - Дом зверей — Мерседес.
  - Сомнение
- 1973 — Гиена
- 1974-77 — Мир игрушки — Вирхиния.
- 1982 — Жить влюблённой — Мерседитас.
- 1991 — 
  - Девчушки — Энрикьета.
  - Эгоистичные матери — Росарио.
- 1992 — Дедушка и я — Каталина «Ката»

### Фильмы
- 1939 — Капитан-авантюрист — Кармина.
- 1940 — Бедный дьявол — Маруха.
- 1942 — 
  - Байсано Джалиль — Марта.
  - Полуночная девственность — Элиса.
  - Тот, у кого есть любовь
  - Эта женщина моя — Исабель Алатристе.
- 1943 —
  - Мария Эухения — Ракель.
  - Отверженные — Косетте Пончелеван.
  - Прощай, молодость — Хуанита.
- 1944 — Вчерашняя любовь
- 1945 — Капитан Малакара — Тереса.
- 1946 —
  - Виновный — Маргарита.
  - Для любви
- 1947 — Ранчо фэнтези
- 1949 — Дети плохой жизни
- 1951 — Аррабалера — Ана Мария.
- 1959 — Я не прохожу с земли
- 1960 — Два избалованных судьи
- 1966 — Не сегодня — Мама Сара.
- 1969 — Санта
- 1976 — Министр и я — Эстрельита.
- 1979 — Война кондитерских изделий — Тётя Сузетты.